# Maroon 5
Maroon 5 é uma banda dos Estados Unidos de pop que se originou em Los Angeles, Califórnia.

## História
O grupo foi formado em 1994 com o nome de Kara's Flowers enquanto seus membros ainda estavam no ensino médio. Com um line-up de Adam Levine, Jesse Carmichael, Mickey Madden e Ryan Dusick,eles assinaram com a Reprise Records e lançaram um álbum, The Fourth World, em 1997. Depois de uma crítica morna do álbum, a banda se separou de sua gravadora, e os seus membros participaram da faculdade. Em 2001, a banda se reagrupou, acrescentando James Valentine à programação, e seguiu uma nova direção sob o nome Maroon 5.
Maroon 5 assinou com Octone Records e lançou seu primeiro álbum sob o título Songs About Jane, em junho de 2002. O álbum do primeiro single, "Harder to Breathe", recebeu grande airplay, o que ajudou o álbum a estrear no número seis na Billboard 200 chart. O segundo e o terceiro singles do álbum, "This Love" e "She Will Be Loved", atingiram o top cinco da Billboard Hot 100. A banda ganhou o Grammy Award para Best New Artist (Melhor Artista Revelação) em 2005. Para os próximos anos, a banda excursionou extensivamente em todo o mundo em apoio de Songs About Jane e produziu duas gravações ao vivo: em 2004,  1.22.03.Acoustic e em 2005, Live - Friday the 13th. Em 2006, o baterista, percussionista e backing vocal Ryan Dusick deixou a banda e foi substituído por Matt Flynn. A banda gravou seu segundo álbum, It Won't Be Soon Before Long, no início de 2007 e lançou-o alguns meses mais tarde. O álbum alcançou o número um no EUA Billboard 200 chart, e seu primeiro single, "Makes Me Wonder", se tornou a primeira canção número um da banda na Billboard Hot 100.
Hands All Over, terceiro álbum de estúdio da banda, foi lançado em setembro de 2010 e atingiu o topo com o número dois na Billboard 200 chart. Em 2011, o álbum foi relançado e apoiado pelo single "Moves Like Jagger", que apresenta a cantora americana Christina Aguilera. A canção se tornou o segundo single da banda a alcançar o número um no Hot 100 chart, que já vendeu mais de 13,9 milhões de cópias no mundo todo, tornando-se um dos singles mais vendidos em todo o mundo. Maroon 5 lançou o seu quarto álbum de estúdio, Overexposed, em junho de 2012. O álbum alcançou a posição número dois na Billboard chart 200. Seus primeiros dois singles, "Payphone" e "One More Night", foram ambos hits internacionais e atingiram o topo com os lugares de dois e um na parada Hot 100, respectivamente.
Desde a sua estreia em 2002, a banda já vendeu mais de 10 milhões de álbuns e mais de 30,8 milhões de singles digitais nos Estados Unidos, e mais de 27 milhões de álbuns em todo o mundo.

## Biografia

### Kara's Flowers e a formação do Maroon 5 (1994 –2002)
A história do Maroon 5 começou na época do colegial, em Los Angeles, na Califórnia. Os integrantes eram amigos, tinham 17 anos, e resolveram montar uma banda, inicialmente chamada de Kara's Flowers. Um ano após o seu primeiro show, em 1995, o grupo começou a ser procurado pela indústria fonográfica e, depois, assinou contrato com a Reprise Records. Com o nome Kara's Flowers, a banda lançou o seu disco de estreia, The Fourth World.
Kara's Flowers terminou seu contrato com a gravadora em 1999 e o plano A foi assim frustrado. Deixando Dusick e Madden para trás estudando em Los Angeles, Levine e Carmichael colocaram o plano B em ação nos dormitórios da faculdade de Nova York. Nos corredores, tocavam música gospel e as pessoas escutavam música que nunca tinham escutado antes, como Biggie Smalls, Missy Elliot e Jay-Z.
Reuniram-se com Madden e Dusick em Los Angeles e, com um novo pensamento musical veio o novo nome - Maroon - e, em 2001, um quinto membro: o guitarrista James Valentine. Alguns meses depois, eles trocam para Maroon 5, devido à já existência do nome anterior.

### Songs About Jane(2002)
A Octane Records, um novo selo independente de Nova York, contratou o grupo, e em 2001, Maroon 5 entrou em estúdio com o produtor Matt Wallace (The Replacements, Faith No More, Blues Traveler). No ano seguinte (2002), foi lançado Songs About Jane, cujo primeiro single foi "Harder to Breathe", o segundo foi "This Love", que entrou na trilha da novela Senhora do Destino; e logo depois "She Will Be Loved".

### It Won't Be Soon Before Long(2007)

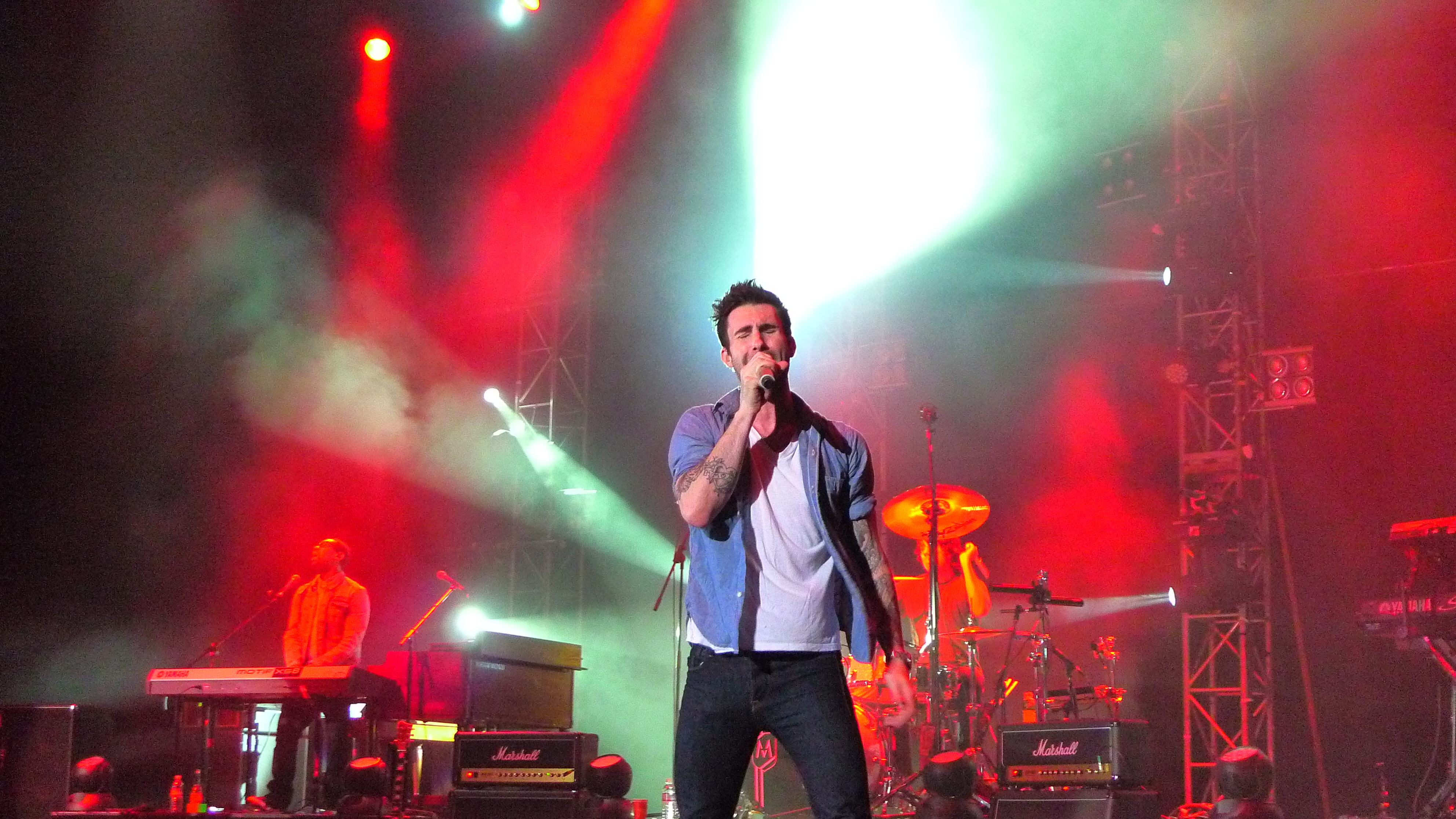

O segundo álbum, It Won't Be Soon Before Long, foi lançado no dia 22 de Maio de 2007. O primeiro single desse foi "Makes Me Wonder". O segundo single foi o "Wake Up Call". O terceiro foi "Won't Go Home Without You". Logo depois veio "If I Never See Your Face Again" que contou com a participação da cantora Rihanna. A música "Goodnight Goodnight" teve seu clipe lançado em Novembro de 2008 no Brasil e foi tocada em algumas rádios, mas não teve lançamento oficial nos Estados Unidos.

### Hands All Over(2010-2011)
O terceiro álbum de estúdio foi lançado dia 21 de setembro de 2010. Intitulado Hands All Over, o álbum seria uma mistura de pop, rock e R&B. Em um dos shows da turnê Back to School que transcorreu durante o mês de Novembro de 2009, a banda tocou uma música nova chamada "Last Chance" que veio como faixa bônus na versão deluxe do álbum. A produção do sucessor de It Won't Be Soon Before Long ficou por conta de Robert John "Mutt" Lange. O novo álbum contém as canções "I Can't Lie", "Out of Goodbyes", "Give a Little More", "How", "Never Gonna Leave This Bed", "Get Back In My Life", "Hands All Over", "Misery", "Don't Know Nothing", "Stutter", "Runaway" e "Just a Feeling". Seu primeiro single é "Misery", que foi lançada no dia 22 de Junho de 2010.
A banda de Nashville Lady Antebellum ajudou na faixa "Out of Goodbyes". Em "Moves Like Jagger", há uma participação da cantora Christina Aguilera. Em 2014, um cover da "Misery" foi apresentado.

### Overexposed(2012-2013)
O quarto álbum de estúdio do Maroon 5, Overexposed , foi lançado em 26 de junho de 2012. Adam Levine o descreveu como o "mais diverso e pop" da banda. O álbum teve Max Martin, Benny Blanco e Ryan Tedder como os principais produtores.
Foi anunciado no início de março de 2012 que Jesse Carmichael iria passar um tempo indeterminado afastado da banda para tratar de questões pessoais e focar em seu estudo musical. A banda continua seu trabalho no quarto álbum com a ajuda de seu membro de turnê PJ Morton.

### V(2014-presente)
Em agosto de 2014, a banda lançou seu quinto álbum de estúdio, V, que vendeu mais de 164.000 cópias na sua semana de estreia nos Estados Unidos. Em fevereiro de 2015 a banda entra em turnê de divulgação do álbum, começando pelos EUA e Canadá, e depois seguirão para outros países

## Maroon 5 em Portugal

### 2012 - Rock in Rio Lisboa V
Os Maroon 5 estiveram pela primeira vez em Portugal em 2012, na 5.ª edição do Rock in Rio Lisboa. Atuaram no terceiro dia do Festival, a 1 de junho, para um público de 75 mil pessoas.

### 2015 - MEO Arena
Pela segunda vez em Portugal, os Maroon 5 encerraram em Lisboa no MEO Arena a sua tour europeia "Maroon 5 On the Road". O show teve lugar no dia 17 de junho. Os 20.000 ingressos colocados à venda esgotaram alguns meses antes.

### 2016 - Rock in Rio Lisboa VII
Pela terceira vez em Portugal, os Maroon 5 atuaram no quarto dia da 7.ª edição do Rock in Rio Lisboa, no dia 28 de maio, para um público de 85 mil pessoas.

## Maroon 5 no Brasil

### A primeira vez no país
O Maroon 5 resolveu fazer dois pocket shows, um em São Paulo e outro no Rio de Janeiro. Sem divulgação nenhuma e com apenas um single lançado, os shows foram na verdade como uma tarde de autógrafos.

### Trilhas sonoras
Além da já mencionada "This Love", que foi trilha da novela da Rede Globo Senhora do Destino, "She Will Be Loved" também entrou em trilha de novela, desta vez em na temporada de 2004 de Malhação. "Sunday Morning" se juntou à coleção de trilhas sonoras da banda, fazendo parte da novela Como Uma Onda e, mais tarde, "Must Get Out", que não foi um single comercial, mas que fechou a participação de seu álbum de estreia, Songs About Jane, em trilhas de novelas globais, esta última foi A Lua Me Disse.

### O retorno ao Brasil
Em 2008, estiveram novamente no Brasil fazendo uma turnê com três shows no sudeste do país. No dia 7 de novembro, na HSBC Arena (Rio de Janeiro), fizeram o primeiro de três shows no país. No dia seguinte, sábado, dia 8, o quinteto embarcou para o Pop Rock Brasil, em Belo Horizonte. E em São Paulo, no dia 9, no Via Funchal fecharam sua passagem pelo Brasil.

### A surpresa do Rock in Rio
No dia 24 de Agosto de 2011, a organização do Rock in Rio anunciou a banda Maroon 5 como a ultima confirmação da quarta edição do festival, substituindo o rapper Jay-Z que cancelou sua participação no evento alegando problemas pessoais. A banda tocou no dia 1 de Outubro, mesmo dia que se apresentaram Coldplay, Maná, Skank e Frejat. Ao final do show, apresentaram "She Will Be Loved" numa performance que durou mais de oito minutos.
Os Maroon 5 atuaram também no Rock In Rio Lisboa em 2012. A banda já está confirmada para o Rock In Rio Lisboa 2016, com concerto agendado para 28 de Maio. O grupo liderado por Adam Levine é cabeça-de-cartaz nesse dia, em que também vão atuar Ivete Sangalo, os D.A.M.A e Capitão Fausto.

### A quarta passagem pelo país
O grupo teve mais uma passagem pelo Brasil em 2012, fazendo três shows (Curitiba, Rio de Janeiro e São Paulo, respectivamente, nos dias 24, 25 e 26 de agosto). Na época, a Polícia Federal estava em greve e isso acabou influenciando no show em Curitiba no espaço Expotrade. O show estava programado para as 21:30, mas acabou atrasando por mais de três horas por conta da retenção dos equipamentos da banda na Receita Federal em São Paulo. Por conta disso houve confusões e desespero por parte de alguns fãs. Já no Rio de Janeiro, os ingressos se esgotaram em apenas três dias. O show fez parte do Live Music Rocks e contou com a participação da banda Keane. E em São Paulo, 30 mil pessoas lotaram a Arena Anhembi, o que fez o vocalista, Adam Levine, agradecer os fãs por terem esgotado todas as entradas: "Nunca em nossa carreira nós vendemos 30 mil ingressos para um único show!".

### Depois de 4 anos, voltaram ao Brasil
O grupo americano de pop rock, vencedor de três Grammy Awards, retornou ao Brasil em março de 2016. Voltaram com a tour Maroon 5 On The Road, com sete shows com musicas do álbum V. O grupo passou por Porto Alegre (Estacionamento da FIERGS) no dia 09/03; Salvador (Parque de Exposições) no dia 13/03; Fortaleza (Marina Park) no dia 15/03; Belo Horizonte (Esplanada do Mineirão) no dia 11/03; São Paulo (Allianz Parque) nos dias 17/03 (show extra) e 19/03 e Rio de Janeiro (Praça da Apoteose), no dia 20/03. Os ingressos custaram entre R$ 100 (meia-entrada) e R$ 650. Todos os ingressos de todas as cidades, de acordo com a produtora do evento Tickets For Fun, esgotaram.

### Nova passagem pelo país
Em 2017 o grupo tocou no Rock in Rio, o mesmo festival que tocaram em 2011, mas agora como atração principal dos dias 15 e 16 de setembro. Antes tocaram em Curitiba em 14/09.

## Membros da banda
- Adam Levine – vocais, guitarra (1994–presente)
- Jesse Carmichael – teclado, guitarra, backing vocals (1994–2012, 2014–presente)
- James Valentine – guitarra, backing vocals (2001–presente)
- Matt Flynn – bateria, percussão (2006–presente; um membro de turnê de 2004 a 2006)
- PJ Morton – teclado, backing vocals (2012–presente; substituindo Jesse Carmichael de 2012 a 2014, um membro de turnê de 2010 a 2012)
- Sam Farrar – guitarra, percussão, teclado, backing vocals (2016–presente, um membro de turnê de 2012 a 2016)

Ex-membro
- Ryan Dusick – bateria, percussão, backing vocals (1994–2006)
- Mickey Madden – baixo (1994–2020)

## Discografia

### Álbuns de estúdio
- Songs About Jane (2002)
- It Won't Be Soon Before Long (2007)
- Hands All Over (2010)
- Overexposed (2012)
- V (2014)
- Red Pill Blues (2017)
- Jordi (2021)

## Prêmios
2004
- Billboard Music Awards — Artista Digital do Ano
- MTV Europe Music Awards — Melhor Banda Revelação.
- MTV Video Music Awards — Melhor Banda Revelação com "This Love
- MTV Video Music Awards Latin America(VMALA) — Melhor Banda de Rock, Internacional
- MTV Video Music Awards Latin America — Melhor Banda Revelação, Internacional
- New Music Weekly Awards — AC40 Grupo ou dupla do ano
- Teen Choice Awards — Canção de rock com "This Love"
- Teen Choice Awards — Choice Banda Revelação
- World Music Awards — Melhor Grupo Revelação

2005
- Grammy Awards — Melhor Artista Revelação
- Groovevolt Music and Fashion Award — Melhor Colaboração, Grupo ou Dupla com "She Will Be loved"
- NRJ Radio — Melhor Canção Internacional com "This Love".

2006
- Grammy Award — Melhor Performance Pop de Grupo ou Dupla com "This Love" (Live - Friday the 13th version)[19]

2008
- Grammy Awards — Melhor Performance Pop de Grupo ou Dupla com "Makes Me Wonder"[20]

2011
- American Music Awards — Melhor Banda/Dupla/Grupo Pop/Rock[21]

2012
- People's Choice Awards — Banda Favorita
- American Music Awards - Banda Pop/Rock

2013
• People's Choice Awards – Banda Favorita
• Billboard Music Awards – Top Hot 100 Artist
• American Music Awards – Artista Favorito Contemporâneo
2014
• Teen Choice Awards 2014 – Melhor Personalidade Masculina na TV (Adam Levine)
2015
• People’s Choice Awards – Banda Favorita
• NRJ Music Awards  - Melhor Grupo do ano

## Turnês
- 2002-2004: Songs About Jane Tour
- 2005: Honda Civic Tour
- 2007-2008: It Won't Be Soon Before Long Tour
- 2009: Back to School Tour
- 2010: Palm Trees and Power Lines Tour
- 2010-2012: Hands All Over Tour
- 2012-2013:Overexposed Tour
- 2013: 12th Annual Honda Civic Tour (co-encabeçado com Kelly Clarkson)
- 2015-2017:  Maroon V Tour